# Harpia harpyja
L'aquila arpia (Harpia harpyja (Linnaeus, 1758)) è una specie di aquila neotropicale. Viene anche chiamata aquila arpia americana o aquila arpia brasiliana per distinguerla dall'aquila papuana, che viene a volte indicata come aquila arpia della Nuova Guinea o aquila arpia papuana. L'aquila arpia è il rapace più grande e potente presente in tutto il suo areale, e tra le più grandi specie di aquile esistenti al mondo. Di solito abita le foreste pluviali tropicali di pianura nella parte superiore (emergente) della canopia. Tuttavia, la distruzione del suo habitat naturale l'ha fatta scomparire in molte parti del suo precedente areale, ed è stata quasi estirpata da gran parte dell'America centrale. In Brasile, l'aquila arpia è anche conosciuta come falco reale (in portoghese: gavião-real). Il genere Harpia, insieme ai generi Harpyopsis e Morphnus formano la sottofamiglia Harpiinae.

## Descrizione

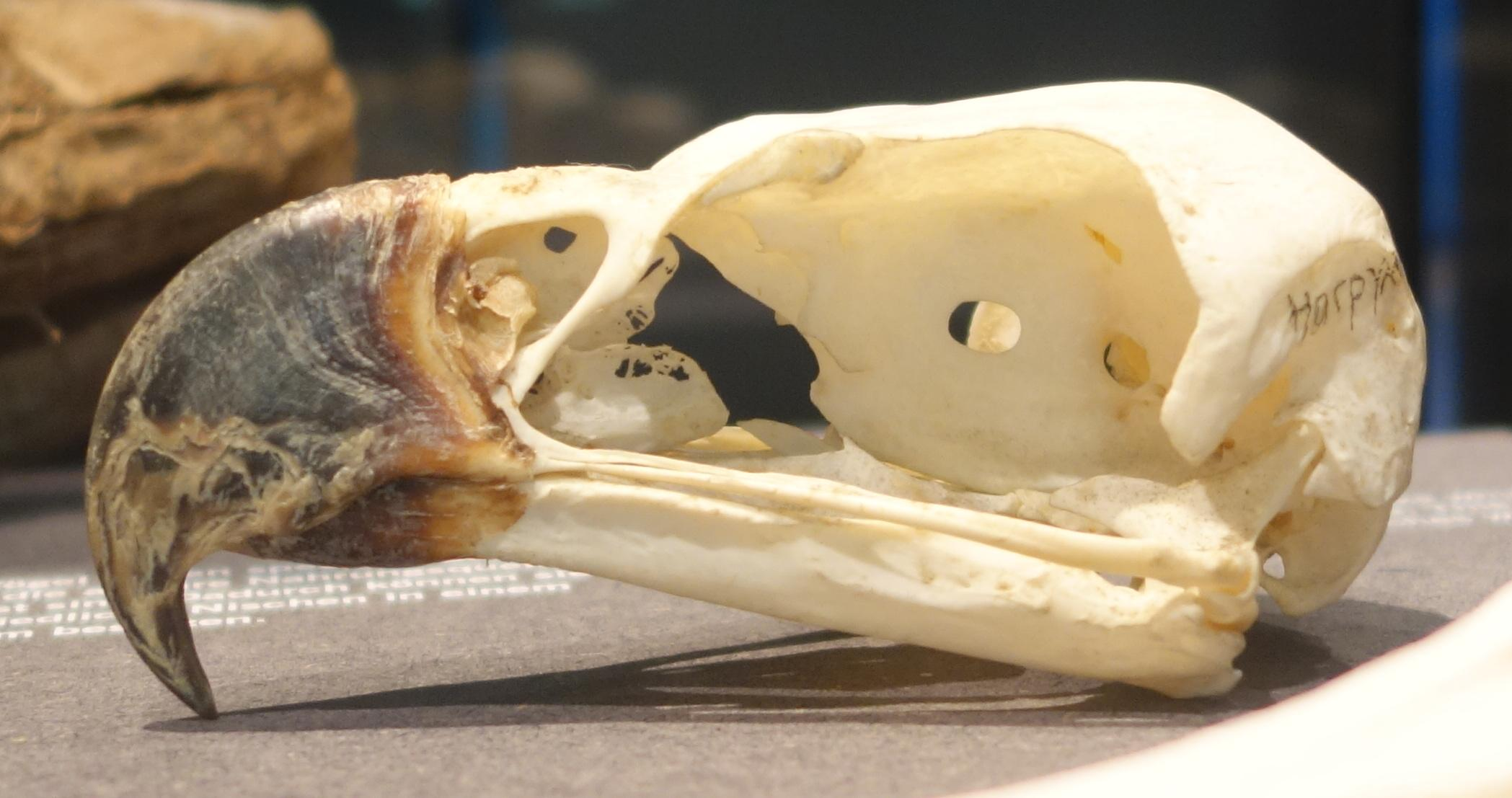
Cranio esposto al Museum für Naturkunde, Berlino

Il piumaggio dorsale dell'aquila arpia è di colore nero ardesia, mentre la parte ventrale è per lo più bianca, ad eccezione dei tarsi piumati, che presentano piccole bande nere orizzontali. La base del collo è adornata da un'ampia fascia nera che separa il grigio della testa dal bianco del petto. La testa è grigio chiaro ed è adornata da una doppia cresta di piume grigie dalla punta più scura. La parte superiore della coda è nera con tre bande grigie che la attraversano orizzontalmente, mentre la parte inferiore è attraversata da tre bande bianche. L'iride è grigia o marrone o rossa, la cera e il becco sono neri o nerastri, mentre i tarsi e le dita dei piedi sono gialli. Il piumaggio è identico tra maschi e femmine. Il tarso è lungo fino a 13 centimetri.
Le femmine pesano in genere da 6 a 9 kg (da 13 a 20 libbre), ed alcune femmine adulte possono arrivare a pesare fino a 10 kg (22 libbre). Una femmina in cattività eccezionalmente grande, "Jezebel", pesava 12,3 kg (27 libbre). Tuttavia, essendo vissuta in cattività, questo esemplare potrebbe non essere rappresentativa del peso possibile per le femmine selvatiche, per via della disponibilità di cibo. Il maschio, a confronto, è molto più piccolo e può raggiungere un peso compreso tra i 4 e i 5,95 kg (8,8-13,1 libbre). Il peso medio dei maschi adulti è stato riportato tra i 4,4 e i 4,8 kg (da 9,7 a 10,6 libbre) contro una media di 7,35 a 8,3 kg (da 16,2 a 18,3 libbre) per le femmine adulte, una differenza del 35% o superiore nella massa corporea media. Le aquile arpie possono misurare da 86,5 a 107 centimetri di lunghezza totale, con un'apertura alare da 1,76 a 2,24 metri. Tra le misure standard, la corda alare misura 54-63 centimetri, la coda misura 37-42 centimetri, il tarso è lungo 11,4-13 centimetri, e il culmen esposto dalla cera è compreso tra i 4,2 e i 6,5 centimetri. La dimensione media degli artigli è di 8,6 centimetri nei maschi e di 12,3 centimetri nelle femmine.

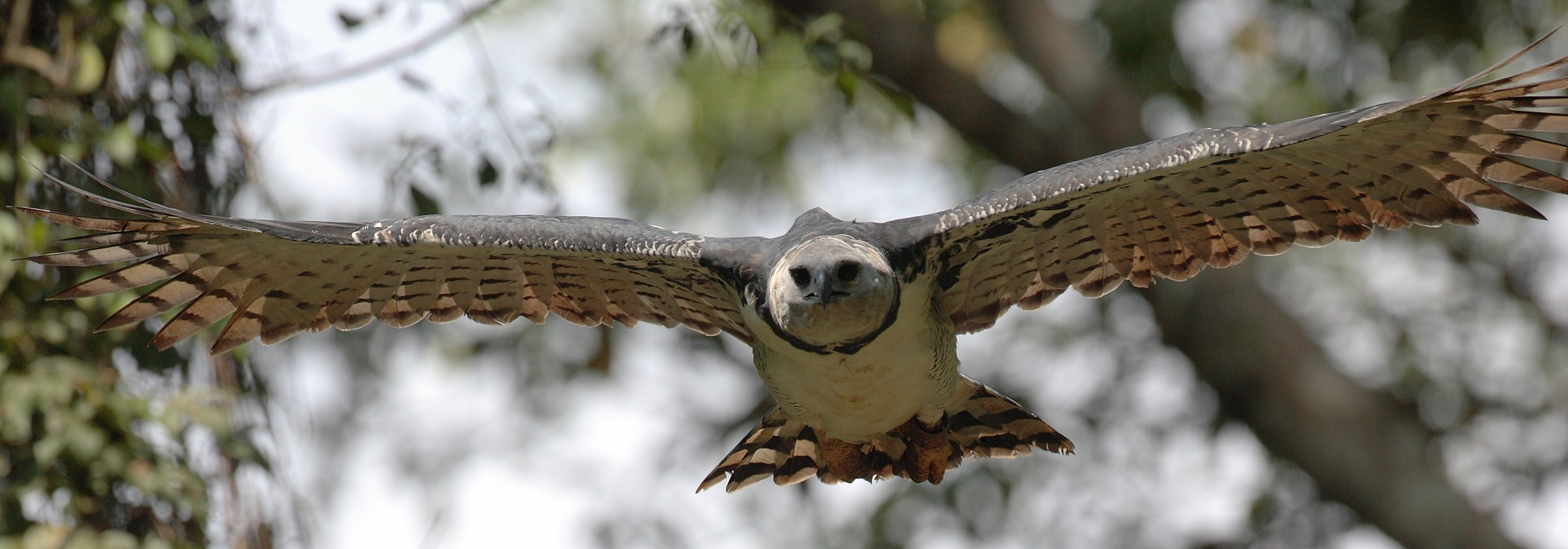
In volo

Talvolta, l'aquila arpia è citata come l'aquila più grande esistente insieme all'aquila delle Filippine, che è in media un po' più lunga (tra i sessi con una media di 100 centimetri) ma pesa leggermente di meno, e l'aquila di mare di Steller, che è forse leggermente più pesante in media (la media di 3 uccelli dal sesso sconosciuto era di 7,75 kg). L'aquila arpia può essere comunque considerata la più grande specie di uccello che risiede nell'America centrale, sebbene i grandi uccelli acquatici come i pellicani bianchi americani (Pelecanus erythrorhynchos) e gli jabiru (Jabiru mycteria) abbiano masse corporee medie appena inferiori. L'aquila arpia ha ali relativamente corte e ampie, un adattamento che aumenta la sua manovrabilità negli habitat forestali ed è condiviso da altri rapaci che vivono in habitat simili. Per questo la sua apertura alare è superata da diverse grandi aquile che vivono in habitat più aperti, come quelli dei generi Haliaeetus e Aquila. L'estinta aquila di Haast era significativamente più grande di tutte le aquile esistenti, inclusa l'aquila arpia.
Questa specie è in gran parte silenziosa lontano dal nido. Lì, gli adulti emettono un grido penetrante, debole e malinconico, ed i maschi durante il periodo di cova emettono "grida o lamenti". I richiami delle femmine durante la cova sono simili, ma più bassi. Mentre si avvicina al nido con il cibo, il maschio emette "rapidi cinguettii, richiami simili a quelli di un'oca e occasionali urla acute". La vocalizzazione in entrambi i genitori diminuisce con l'età dei nidiacei, mentre i pulcini diventano più vocali. I pulcini emettono un chi-chi-chi...chi-chi-chi-chi, per richiamare l'attenzione dei genitori in risposta alla pioggia o alla luce solare diretta. Quando gli umani si avvicinano al nido, i pulcini emettono gracidii, starnazzi e fischi.

## Biologia

### Dieta

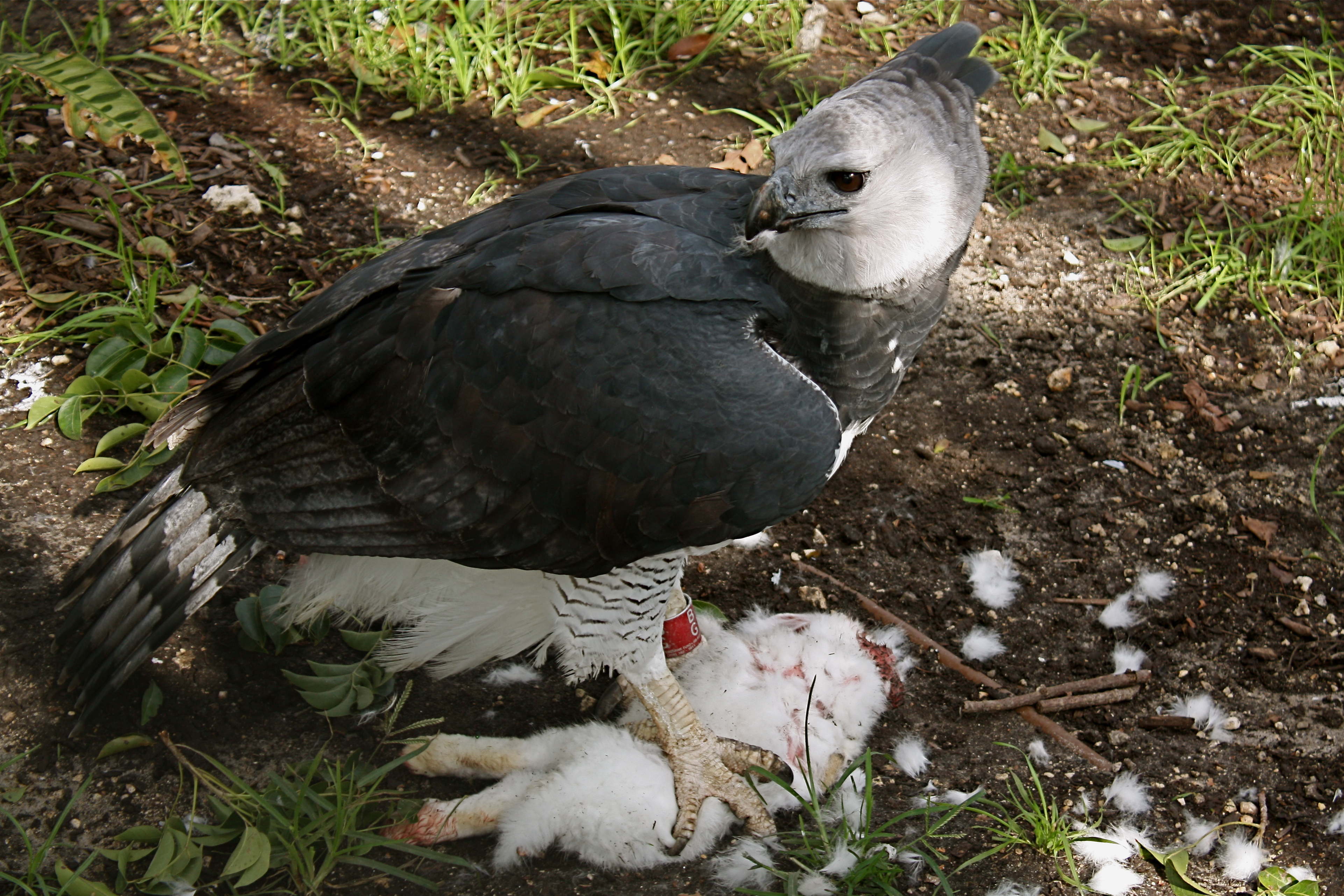
Un esemplare mentre si nutre di un coniglio, allo zoo di Miami in Florida, Stati Uniti

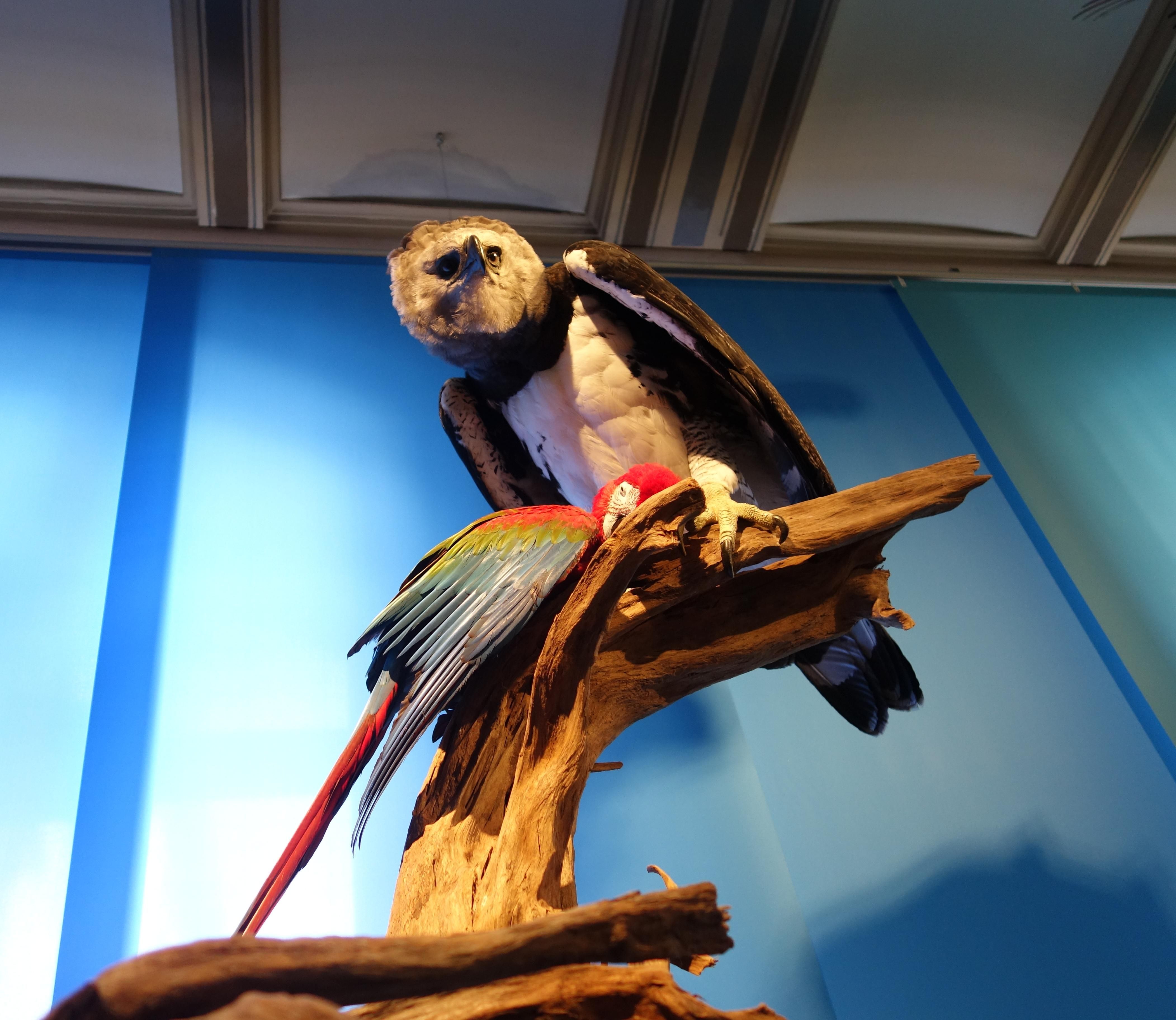
Un esemplare impagliato mentre preda un'ara aliverdi al Museum für Naturkunde, Berlino

Le aquile arpie adulte sono tra i superpredatori del loro ecosistema, e pochi animali posano un serio pericolo agli esemplari adulti. Tuttavia, due giovani aquile, rilasciate in natura come parte di un programma di reintroduzione in natura, sono state cacciate e uccise rispettivamente da un giaguaro e da un ocelotto. Le sue prede principali sono i mammiferi che vivono sulle chiome degli alberi e la maggior parte della loro dieta si concentra su bradipi e scimmie.
Una ricerca condotta da Aguiar-Silva, tra il 2003 e il 2005, in un sito di nidificazione a Parintins, Amazonas, Brasile, ha raccolto e analizzato tutti resti delle prede portate in un nido per i pulcini dai genitori. I ricercatori hanno scoperto che il 79% delle prede dell'aquila arpia era rappresentato da bradipi di due specie: il 39% dal bradipo dalla gola bruna (Bradypus variegatus) e il 40% dal bradipo bidattilo di Linneo (Choloepus didactylus). Una ricerca simile a Panama, osservò come in una coppia di due esemplari allevati in cattività e rilasciati in natura, il 52% delle prede catturate dal maschio e il 54% della femmina erano due specie di bradipo: il bradipo dalla gola bruna e il bradipo bidattilo di Hoffmann (Choloepus hoffmanni).

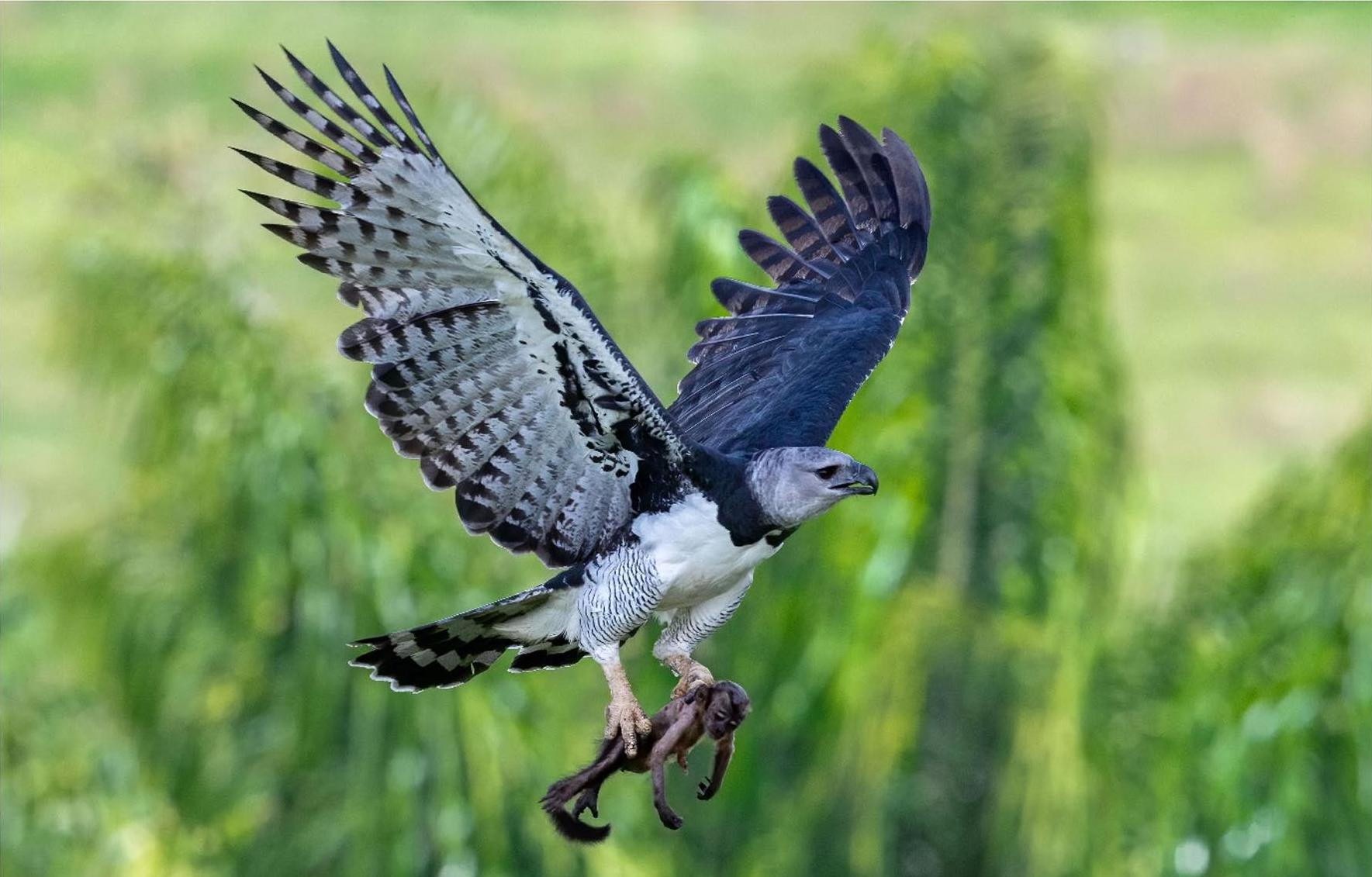
Insieme ai bradipi, le scimmie come il cebo dai cornetti (Sapajus apella), sono una delle principali prede dell'aquila arpia

Le scimmie compongono una parte importante nella dieta di questi uccelli, e le specie più comunemente predate includono scimmie cappuccino, saki, scimmie urlatrici, scimmie titi, saimiri e scimmie ragno. Scimmie più piccole, come tamarini e uistitì, sono apparentemente ignorate come preda. In diversi nidi in Guyana, le scimmie costituivano circa il 37% dei resti delle prede ritrovate nei nidi. Allo stesso modo, le scimmie cappuccine costituivano il 35% dei resti trovati in 10 nidi nell'Ecuador amazzonico. Anche altri mammiferi parzialmente arboricoli e persino terrestri possono divenire preda di questo rapace se si presenta l'opportunità, tra cui porcospini, scoiattoli, opossum, formichieri, armadilli e persino carnivori di piccola-media taglia, come kinkajou, coati e tayra. Nel Pantanal, una coppia di aquile nidificanti predava in particolare porcospini arboricoli (Coendou prehensilis) e agouti (Dasyprocta azarae).
Anche gli uccelli compongono una parte della dieta di questo rapace, in particolare le are: nel sito di ricerca di Parintins, l'ara aliverdi rappresenta lo 0,4% della dieta di una coppia nidificante, che con altri uccelli rappresenta il 4,6% della loro dieta complessiva. Anche altri pappagalli sono prede abituali, così come i cracidi, come i curassow, e altri uccelli come il seriema. Ulteriori prede includono rettili, come iguane, tegu e serpenti. Una recente revisione della letteratura indica un totale di 102 specie predate.
Sono stati anche osservati esemplari predare bestiame domestico, come polli, agnelli, capre e maialini, sebbene queste istanze siano estremamente rare in circostanze normali. Le aquile arpie sono molto importanti anche per il controllo della popolazione di mesopredatori come le scimmie cappuccine che predano ampiamente le uova degli uccelli e che (se non controllate naturalmente) possono causare estinzioni locali di specie sensibili.
Le aquile arpie possiedono gli artigli più grandi di qualsiasi aquila vivente e sono state osservate sollevare prede che eguagliavano il loro stesso peso corporeo. Ciò consente loro di strappare un bradipo vivo dai rami degli alberi, così come altre prede proporzionalmente grandi per le loro dimensioni.
I maschi di solito catturano prede relativamente più piccole, con un range tipico da 0,5 a 2,5 kg, o circa la metà del proprio peso. Le femmine, più grandi, possono catturare prede più grandi, con un peso minimo della preda di circa 2,7 kg. Le femmine adulte sono in grado di afferrare regolarmente grandi scimmie urlatrici, scimmie ragno o bradipi adulti, che possono pesare dai 6 ai 9 kg, in volo e trasportarle in volo fino al loro nido senza atterrare, un'enorme impresa di forza.
Le prede portate al nido dai genitori sono normalmente di taglia media, essendo comprese tra gli 1 e i 4 kg. Le prede portate al nido dai maschi pesano in media 1,5 kg, mentre le prede portate al nido dalle femmine pesano in media di 3,2 kg. In un altro studio, si è scoperto che i floater (ovvero gli uccelli che non si riproducevano in quel momento) catturavano prede più grandi, con una media di 4,24 kg, rispetto a quelle che stavano nidificando, per le quali le prede era in media di 3,64 kg, con specie con un peso medio di 1,08 kg per un opossum comune, e 10,1 kg per un procione cancrivoro adulto. Nel complesso, le prede dell'aquila arpia pesano tra i 0,3 kg e i 6,5 kg, con la dimensione media della preda pari a 2,6 ± 0,8 kg.
Normalmente, le aquile arpie usano la caccia d'appollaiamento, in cui l'animale scansiona l'area e l'attività delle loro prede, appollaiandosi per brevi periodi e spostandosi da un albero all'altro. Dopo aver individuato la preda, l'aquila si fionda rapidamente su di essa, afferrandola con i potenti artigli e immobilizzandola con il suo peso e la forza dell'impatto. Talvolta, invece, le aquile arpie prediligono la caccia "sit-and-wait" (comuni nei rapaci che vivono nelle foreste), dove rimangono appollaiati per lunghi periodi su un punto alto vicino ad un'apertura, un fiume o un deposito di sale dove molti mammiferi vanno ad assumere nutrienti. A volte, possono anche cacciare volando all'interno o al di sopra delle chiome degli alberi. Sono stati anche osservati individui inseguire le loro prede in volo, schivando agilmente alberi e rami, uno stile di predazione comune ai falchi (genere Accipiter) che cacciano altri uccelli in volo in habitat chiusi come le foreste.

### Riproduzione

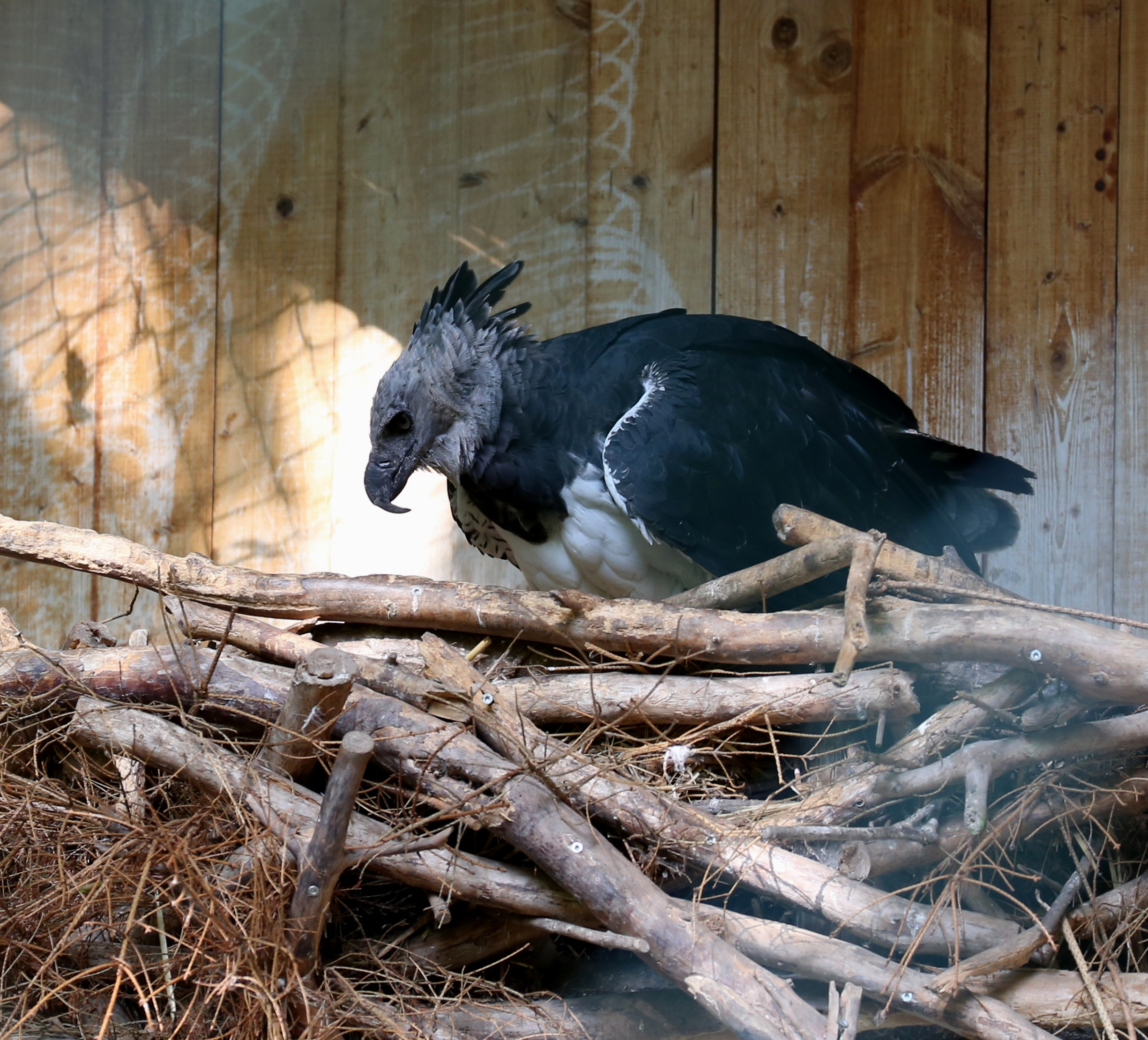
Una femmina in un nido allo zoo di Norimberga, Germania

In un habitat ideale, i nidi delle aquile arpie rimangono abbastanza vicini tra loro. In alcune parti di Panama e della Guyana, i nidi attivi si trovavano a circa 3 km di distanza l'uno dall'altro, mentre in Venezuela si trovano a meno di 5 km l'uno dall'altro. In Perù, la distanza media tra i nidi è di 7,4 km e l'area media occupata da ciascuna coppia riproduttiva è stata stimata a 4.300 ettari. Negli habitat meno favorevoli, come le aree colpite da deforestazione e foreste frammentate, i territori usati dalle coppie sono stati stimati a 25 km. Le femmine depongono due uova bianche in un grande nido di rami e bastoncini, profondo 1,2 metri e con un diametro di 1,5 metri, che viene utilizzato dalla coppia per diversi anni. Il nido viene continuamente allargato e riparato dai genitori con nuovi rametti e foglie anche dopo la nascita del pulcino. È stato osservato come le aquile arpie selezionino specifiche piante per la riparazione e l'allargamento del nido una volta nato il pulcino. Queste piante hanno due azioni sul nido: la prima è che queste piante allontanano gli insetti che possono minacciare le aquile ed i loro piccoli, mentre la seconda è la composizione igienica del nido; posizionando foglie fresche sulle prede che hanno portato al nido, queste aquile prevengono infezioni e malattie e assicurano un ambiente sicuro e pulito per i loro pulcini. I nidi vengono costruiti sugli alberi più alti, di solito nella diramazione principale, a 16-43 metri da terra a seconda della statura degli alberi locali. Le aquile arpie costruiscono spesso i loro nidi nella chioma dei kapok, uno degli alberi più alti del Sudamerica. In molte culture sudamericane, abbattere un albero kapok è considerato un gesto di malaugurio, in quanto proteggere questi alberi aiuta a salvaguardare l'habitat di questo maestoso rapace. Questi rapaci possono usare anche altri alberi di grandi dimensioni per costruire il loro nido, come il noce del Brasile, e un sito di nidificazione osservato nel Pantanal brasiliano era stato costruito su un albero di cambará (Vochysia divergens).
Non è noto se queste aquile eseguano un corteggiamento nuziale e si ritiene che siano monogame. Una coppia di aquile arpie, di solito, alleva un solo pulcino ogni 2-3 anni. Dopo la schiusa del primo pulcino, il secondo uovo viene ignorato e normalmente non si schiude, a meno che il primo pulcino non muoia. L'uovo viene incubato per circa 56 giorni. Quando il pulcino ha 36 giorni, è già in grado di stare in piedi e camminare goffamente per il nido. Il pulcino si invola all'età di 6 mesi, anche se i genitori continueranno a nutrirlo per altri 6-10 mesi. Sia il maschio che la femmina si prendono cura dell'uovo e del pulcino covandolo a turno. Durante la cova, il maschio porta il cibo per la femmina e, in seguito, per l'aquilotto, ma fa anche un turno di incubazione mentre la femmina va a caccia per se stessa e per il partner. La maturità riproduttiva non viene raggiunta fino a quando gli uccelli non raggiungono i 4-6 anni di età. Gli adulti possono essere estremamente aggressivi nei confronti degli umani che disturbano il loro sito di nidificazione o per qualsiasi animale che sembri una minaccia per i loro piccoli.

## Distribuzione e habitat
L'areale dell'aquila arpia si estende dal Messico, attraverso l'America centrale e in Sud America fino all'estremo sud dell'Argentina. Nelle foreste pluviali, vivono nello strato emergente della canopia. La specie è più comune in Brasile, dove si trova in tutto il territorio nazionale. Ad eccezione di alcune aree di Panama, la specie è quasi estinta in America Centrale, in seguito al disboscamento di gran parte della foresta pluviale (essendo stata completamente estirpata a El Salvador, ad esempio). L'aquila arpia abita le foreste pluviali tropicali di pianura, spostandosi all'interno di tali aree dalla chioma alla vegetazione emergente. In genere si spostano al di sotto di un'altitudine di 900 metri, ma sono stati osservati esemplari ad altitudini fino a 2.000 metri. All'interno della foresta pluviale, cacciano nella canopia o talvolta a terra e si appollaiano sugli alberi emergenti in cerca di prede. Generalmente stanno lontane dalle aree disturbate dalla deforestazione, ma visitano regolarmente il mosaico semiaperto di foreste/pascoli, principalmente durante le incursioni di caccia. Possono, tuttavia, essere osservate mentre sorvolano i confini delle foreste in una varietà di habitat, come cerrado, caatinga, palmeti buriti, campi coltivati e città. Sono state osservate anche in aree dove viene praticata la silvicoltura di alto livello.

## Tassonomia
L'aquila arpia venne descritta per la prima volta da Carl Linneous nella sua decima edizione del 1758 del Systema Naturae, come Vultur harpyja in riferimento alle arpie della mitologia greca. L'unico membro del genere Harpia, l'aquila arpia, è strettamente imparentata con l'aquila della Guinea (Morphnus guianensis) e l'aquila arpia della Nuova Guinea (Harpyopsis novaeguineae), e le tre compongono la sottofamiglia Harpiinae, all'interno della famiglia Accipitridae. In passato molti ricercatori pensavano che il più stretto parente dell'aquila arpia fosse l'aquila delle Filippine, per via della morfologia e dell'ecologia simile, tuttavia è stato dimostrato tramite l'analisi del DNA, che l'aquila delle Filippine appartiene ad un'altra famiglia di rapaci, i Circaetinae, e le somiglianze tra le due specie sono frutto di un'evoluzione convergente.
Sia il nome del genere, Harpia, sia il nome della specie, harpyja, così come il nome comune dell'animale derivano dal greco antico harpyia (ἅρπυια), e fa riferimento alle arpie della mitologia greca. Queste erano spiriti del vento che portavano i morti nell'Ade o nel Tartaro e si diceva che avessero un corpo simile ad un avvoltoio e il volto di donna.

## Conservazione

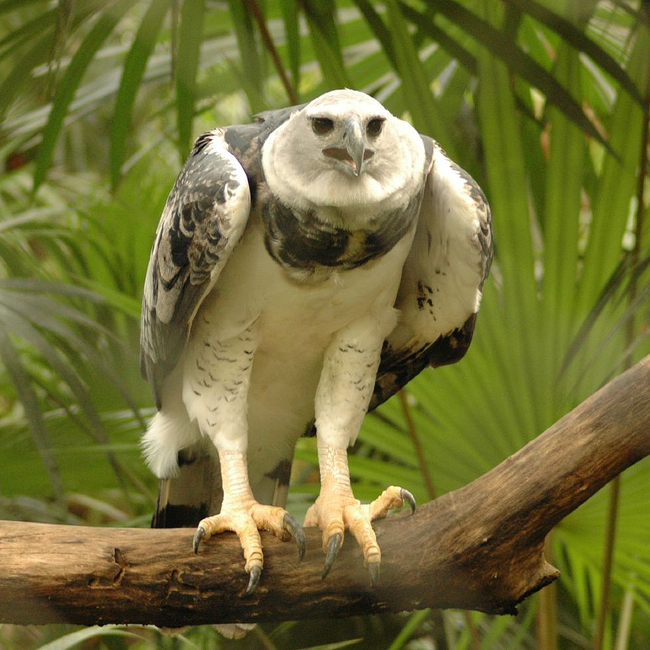
Subadulto, "Panama", allo zoo di Belize

Sebbene abbia un areale notevole, l'aquila arpia sta divenendo sempre più rara, e la sua distribuzione e le popolazioni selvatiche sono diminuite notevolmente. È minacciata principalmente dalla perdita dell'habitat a causa della deforestazione eccessiva per far posto all'allevamento del bestiame e all'agricoltura intensiva. È inoltre minacciata per dalla caccia, particolarmente dalle popolazioni locali che la vedono come una minaccia per il bestiame e/o per se stessi, a causa delle sue grandi dimensioni. In realtà le aquile arpie attaccano raramente il bestiame domestico in condizioni normali, e non si hanno resoconti di attacchi a persone. Tuttavia, le sue grandi dimensioni e il fatto che non sembrino aver paura degli umani ne fanno un "bersaglio irresistibile" per i cacciatori. Tali minacce si applicano in tutto il areale, in gran parte del quale l'uccello è diventato solo uno spettacolo transitorio; in Brasile, è stata quasi spazzata via dalla foresta pluviale atlantica e si trova in numeri apprezzabili solo nelle parti più remote del bacino amazzonico; già un resoconto giornalistico brasiliano della metà degli anni '90 lamentava che all'epoca l'animale era presente in numeri significativi in territorio brasiliano solo sul lato settentrionale dell'Equatore. I documenti scientifici degli anni '90, tuttavia, suggeriscono che la popolazione della Foresta Atlantica potrebbe essere migratoria. Successive ricerche in Brasile hanno stabilito che, a partire dal 2009, l'aquila arpia, al di fuori dell'Amazzonia brasiliana, è localmente in pericolo critico di estinzione a Espírito Santo, São Paulo e Paraná, in pericolo nel Rio de Janeiro, e probabilmente estirpata a Rio Grande do Sul (con l'ultimo avvistamento ufficiale risalente a marzo 2015 nel Parque Estadual do Turvo) e Minas Gerais, mentre le dimensioni effettive della popolazione totale brasiliana è sconosciuta.
A livello globale, l'aquila arpia è considerata una specie vulnerabile secondo la Lista Rossa IUCN e minacciata di estinzione dalla CITES (appendice I). The PeregrineFund, fino a poco tempo fa, la considerava una "specie dipendente dalla conservazione", il che significa che la sua sopravvivenza dipende da uno sforzo dedicato per la riproduzione in cattività e il rilascio in natura, così come la protezione dell'habitat, per evitare che raggiunga lo stato di in pericolo, ma ora ha accettato lo stato di prossima alla minaccia. L'aquila arpia è considerata in pericolo di estinzione in Messico e in America Centrale, dove è stata estirpata nella maggior parte del suo precedente areale; in Messico si trovava un tempo fino a Veracruz, ma oggi probabilmente si trova solo in Chiapas nella Selva Zoque. È considerata localmente prossima alla minaccia o vulnerabile nella maggior parte della porzione sudamericana del suo areale; all'estremo sud del suo areale, in Argentina, si trova solo nelle foreste della Valle del Paranà, nella provincia di Misiones. È invece scomparsa da El Salvador, e quasi completamente dalla Costa Rica.

### Iniziative nazionali
Diverse iniziative per la conservazione della specie sono in atto in vari paesi. Dal 2002, The PeregrineFund ha avviato un programma di conservazione e ricerca per l'aquila arpia nella Provincia di Darién. Un progetto di ricerca simile – e più ampio, viste le dimensioni dei paesi coinvolti – è in corso in Brasile, presso l'Istituto Nazionale di Ricerche Amazzoniche, attraverso il quale 45 siti di nidificazione noti (aggiornati a 62, solo tre al di fuori del bacino amazzonico e tutti e tre inattivi) sono monitorati da ricercatori e volontari delle comunità locali. Un pulcino di aquila arpia è stato dotato di un trasmettitore radio che permette di seguirlo per più di tre anni tramite un segnale satellitare inviato all'Istituto nazionale di ricerche spaziali. Inoltre, per l'edizione brasiliana del National Geographic Magazine è stata realizzata una registrazione fotografica di un sito di nidificazione nella foresta nazionale di Carajás.

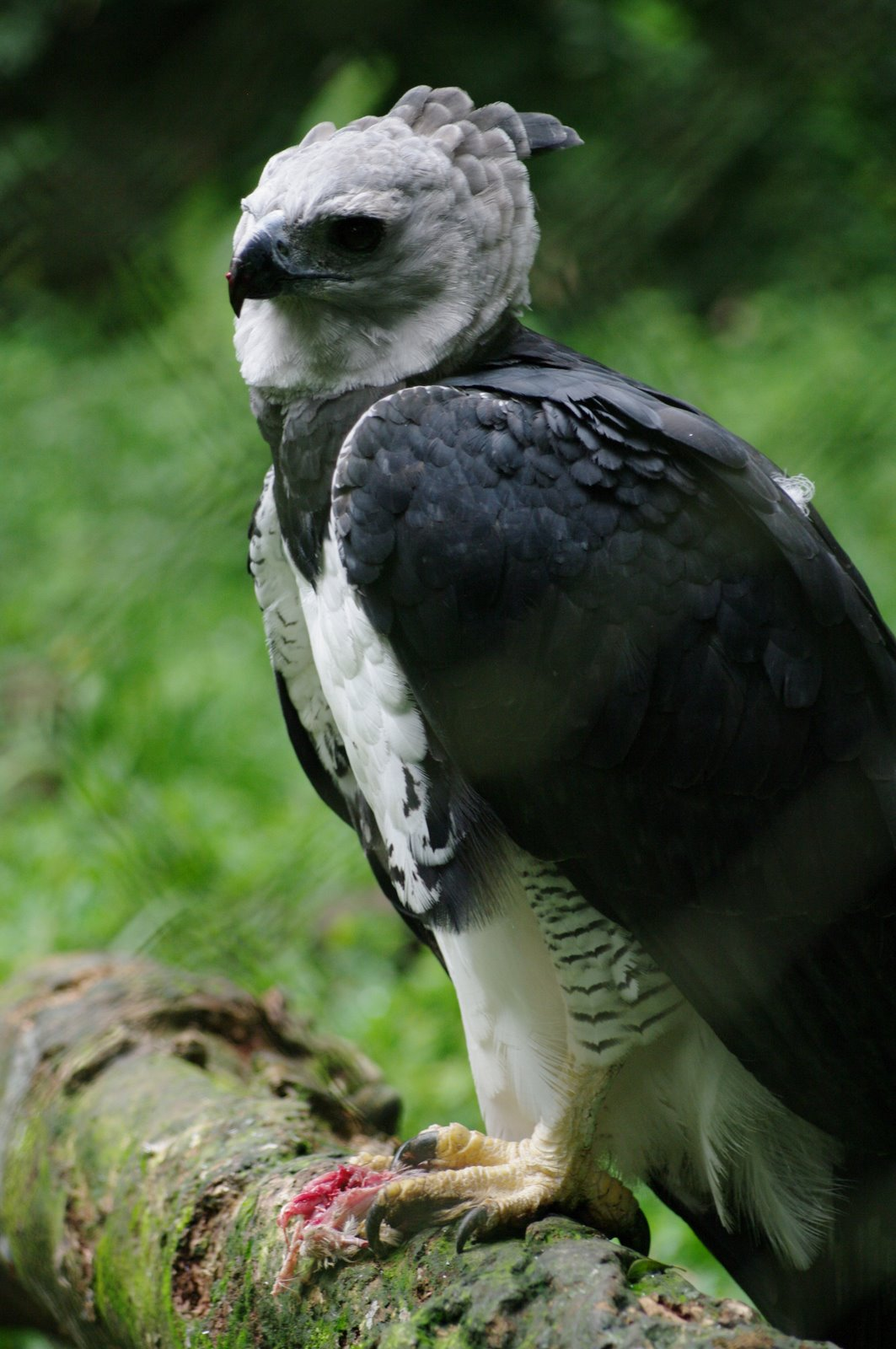
Adulto allo zoo di São Paulo, Brasile

A Panama, The PeregrineFund ha realizzato un progetto di riproduzione e rilascio in cattività che ha rilasciato un totale di 49 uccelli a Panama e Belize.. The PeregrineFund ha anche condotto un progetto di ricerca e conservazione su questa specie dal 2000, rendendolo lo studio più longevo sull'aquila arpia.
A Belize, il Belize Harpy Eagle Restoration Project è iniziato nel 2003 con la collaborazione di Sharon Matola, fondatrice e direttrice dello zoo di Belize e del The PeregrineFund. L'obiettivo di questo progetto era il ripristinare la popolazione di aquile arpia all'interno di Belize. La popolazione di Belize è diminuita a causa della frammentazione della foresta, della caccia e della distruzione dei nidi, con la conseguente quasi estirpazione della specie. Gli esemplari allevati in cattività sono stati rilasciati nell'area di conservazione e gestione del Rio Bravo in Belize, scelta per il suo habitat forestale di qualità e per i collegamenti con Guatemala e Messico. Il collegamento dell'habitat con il Guatemala e il Messico è stato importante per la conservazione dell'habitat di qualità e dell'aquila arpia a livello regionale. A partire dal novembre 2009, sono state rilasciate 14 arpie e sono monitorate dal PeregrineFund, attraverso telemetria satellitare.
Nel gennaio 2009, un pulcino della popolazione quasi estirpata dello stato brasiliano del Paraná è stato incubato in cattività nella riserva tenuta nelle vicinanze della diga di Itaipu dall'azienda statale brasiliana/paraguaiana Itaipu Binacional. Nel settembre 2009, una femmina adulta, dopo essere stata tenuta in cattività per 12 anni in una riserva privata, è stata dotata di un trasmettitore radio prima di essere riportata in libertà nei pressi del Parco Nazionale del Pau Brasil (ex Monte Pascoal NP), nello stato di Bahia.
Nel dicembre 2009, una quindicesima aquila arpia è stata rilasciata nell'area di conservazione e gestione del Rio Bravo in Belize. Il rilascio è stato programmato per collegarsi con la Conferenza delle Nazioni Unite sui cambiamenti climatici del 2009, a Copenaghen. Questo esemplare, soprannominato "Hope" (che significa "speranza") dai funzionari di Peregrine a Panama, è stata la "figlia del manifesto" per la conservazione delle foreste in Belize, un paese in via di sviluppo, e l'importanza di queste attività in relazione al cambiamento climatico. L'evento ha ricevuto copertura dalle principali entità mediatiche del Belize ed è stato sostenuto dall'ambasciatore degli Stati Uniti in Belize, Vinai Thummalapally, e dall'Alto Commissario britannico in Belize, Pat Ashworth.
In Colombia, a partire dal 2007, un maschio adulto e una femmina subadulta confiscati al traffico di animali selvatici sono stati riportati allo stato selvatico e monitorati nel Parco Nazionale Paramillo a Córdoba, e un'altra coppia è stata tenuta in cattività in un centro di ricerca per la riproduzione e l'eventuale rilascio. Anche in Ecuador è in corso uno sforzo di monitoraggio con l'aiuto di volontari delle comunità locali di nativi americani, compresa la sponsorizzazione congiunta di varie università spagnole, simile a un altro in corso dal 1996 in Perù, incentrato intorno a una comunità indigena della provincia di Tambopata, Regione Madre de Dios. Un altro progetto di monitoraggio, iniziato nel 1992, è operativo dal 2005 nello stato di Bolívar, Venezuela.

## Nella cultura di massa

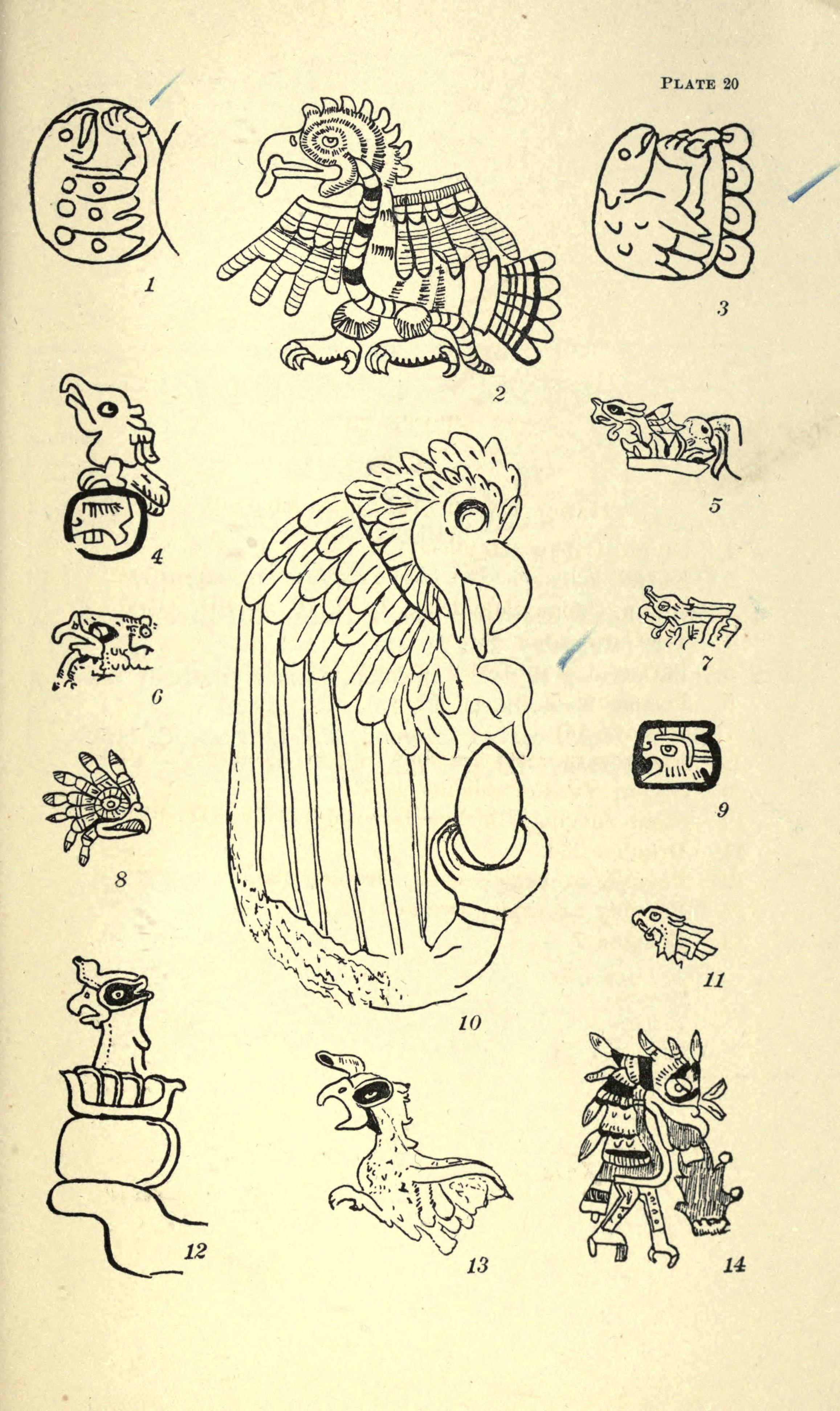
Raffigurazione di aquile arpie nei codici Maya secondo il libro del 1910, Figure animali nei codici Maya di Alfred Tozzer e Glover Morrill Allen

L'aquila arpia è l'uccello nazionale di Panama ed è raffigurata sullo stemma ufficiale di Panama. La legge 34 del 1949 stabilisce che un'aquila sia in cima allo stemma. La legge, in verità, non stabiliva quale specie di aquila dovesse essere riprodotta ma la maggior parte delle scuole ha in seguito esibita proprio un'arpia. La legge 18 del 2002 ha stabilito che l'arpia sia l'uccello nazionale. La legge 50 del 17 maggio 2006 ha infine integrato la già citata legge del 2002 stabilendo definitivamente che la specie di aquila da riprodurre nello stemma nazionale è proprio l'aquila arpia.
La quindicesima aquila arpia rilasciata in Belize, denominata "Hope" (che significa "speranza"), è stata soprannominata "Ambasciatore per i cambiamenti climatici", alla luce della Conferenza delle Nazioni Unite sui cambiamenti climatici del 2009.
L'aquila arpia appare sul retro della banconota venezuelana da 2.000 bolivares fuertes.
L'aquila arpia è stata l'ispirazione dietro il design di Fanny (Fawkes) la fenice e Fierobecco (Buckbeak) l'ippogrifo, nella serie di film di Harry Potter;
Un'aquila arpia è stata usata per ritrarre l'aquila di Haast ormai estinta nel documentario BBC Monsters We Met;